# Xuân Đông, Đồng Nai
Xuân Đông là một xã thuộc tỉnh Đồng Nai, Việt Nam.
Xã Xuân Đông có diện tích 49,97 km², dân số năm 2014 là 20.275 người, mật độ dân số đạt 406 người/km².

## Hành chính
Xã Xuân Đông được chia thành 9 ấp: Bể Bạc, Cọ Dầu 1, Cọ Dầu 2, La Hoa, Láng Me 1, Láng Me 2, Suối Lức, Suối Nhát, Thoại Hương.